# 1957年至1958年英格蘭足總盃
1957/58球季英格蘭足總盃（英語：FA Cup），是第77屆英格蘭足總盃，今屆賽事的冠軍是保頓，他們在決賽以2:0擊敗曼聯，奪得冠軍。本屆賽事繼續在舊溫布萊球場舉行。
曼聯在去屆決賽落敗，今屆再次殺入決賽但卻再次輸波而回。

## 外部連結
1. 英格蘭足總盃官網Archive-It的存檔，存档日期2012-04-24
2. 英格蘭足總盃 歷屆冠軍（页面存档备份，存于）